# Polymona lorimeri
Polymona lorimeri är en fjärilsart som beskrevs av Butler 1878. Polymona lorimeri ingår i släktet Polymona och familjen tofsspinnare. Inga underarter finns listade i Catalogue of Life.